# Kareem Abdul-Jabbar
Kareem Abdul-Jabbar (n. 16 aprilie 1947, New York City, New York, SUA) este un fost baschetbalist american care a evoluat pentru Milwaukee Bucks și Los Angeles Lakers în National Basketball Association. Cu 38.387 de puncte, Abdul-Jabbar se află pe locul doi în clasamentul tuturor timpurilor din NBA, fiind devansat doar de LeBron James. Abdul-Jabbar deține recordul pentru cele mai multe premii de MVP ale competiției (șase). A fost desemnat și de două ori MVP-ul finalei NBA (în 1971 și 1985). A jucat douăzeci de sezoane în liga nord-americană și 1.560 de meciuri (record absolut). Abdul-Jabbar s-a remarcat și ca un fenomenal apărător, fiind jucătorul cu cele mai multe blocaje din toate timpurile. A câștigat titlurile de campion în 1971, 1980, 1982, 1985, 1987 și 1988. ESPN l-a votat cel mai bun centru din istorie (2007), cel mai bun jucător din istoria baschetului universitar (2008) și al doilea cel mai bun jucător din istoria NBA după Michael Jordan (2016). Iar Sports Illustrated i-a oferit premiul "Sportsman of the Year" în 1985.
După retragere, Kareem Abdul-Jabbar s-a remarcat ca actor, scriitor și antrenor (fiind campion NBA de două ori din postura de antrenor secund la Los Angeles Lakers). 
A fost introdus în Naismith Memorial Basketball Hall of Fame în 1995.

## Biografie
Ferdinand Lewis Alcindor Jr. s-a născut în New York, fiind singurul copil al lui Cora Lillian și al lui Ferdinand Lewis Alcindor Sr., un ofițer de poliție și muzician de jazz. 

## Viața personală
În 1971, acesta s-a convertit la islam și a devenit Kareem Abdul-Jabbar.  